# Tragédie d'Ustica
Vol Itavia 870
Le 27 juin 1980, à 20 h 59, un Douglas DC-9 effectuant le vol Itavia 870, reliant Bologne à Palerme, en Italie, s'écrase en mer Tyrrhénienne, près de l'île d'Ustica, au nord de la Sicile, après une explosion en vol dont l'origine est disputée, tuant les 77 passagers et 4 membres d'équipage présents à bord. Cet accident est connu comme la tragédie d'Ustica (en italien, strage d'Ustica  – « massacre d'Ustica »).
Les causes de l'accident n'ont jamais été éclaircies. Rapidement écartée, la thèse de l'accident fait place à des soupçons d'attentats, d'autant plus crédibles étant donné le contexte de l'époque. Depuis 1999, l'enquête du magistrat italien Rosario Priore s'oriente vers la thèse d'un tir de missiles d'un avion de l'OTAN, qui aurait été français ou américain : le missile aurait abattu par erreur le DC-9, en pourchassant un MiG-23 libyen qui se serait dissimulé derrière lui (technique courante pour échapper à la détection radar). Cette thèse avait déjà été évoquée par la commission Stragi (it) établie en 1988.
L'ex-président de la République Francesco Cossiga et Rosario Priore ont évoqué une tentative d'assassinat de Kadhafi. Deux mois auparavant, le président du Tchad, Goukouni Oueddei, avait annoncé à Tripoli la fusion de son pays avec la Libye, ce qui avait suscité une forte réprobation de la France.
L'ancien président du Conseil italien Giuliano Amato reprend cette thèse dans un long entretien au quotidien italien La Repubblica en septembre 2023. Il dénonce les entraves menés à l'enquête par les militaires italiens comme l'OTAN. Il demande à la France et au président Macron de faire toute la vérité : « Un silence prolongé ne me semble pas être une solution ».

## Avion

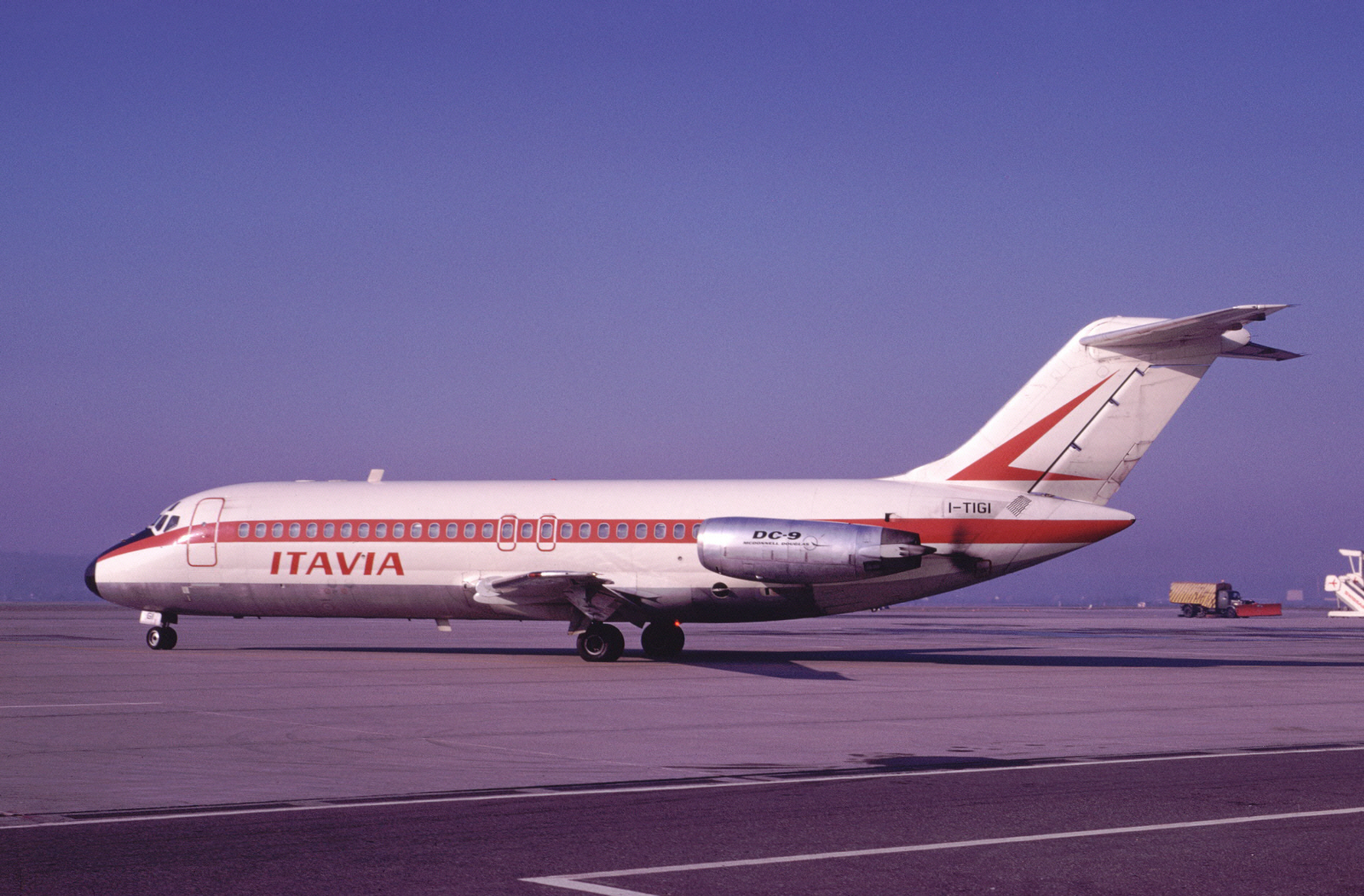
Le DC-9 impliqué dans l'accident (I-TIGI), ici à l'aéroport international de Bâle-Mulhouse en novembre 1972.

L'appareil assurant le vol, un Douglas DC-9-15 (numéro de série 45724/22), a été construit en 1966, immatriculé N902H et exploité par Hawaiian Airlines ; il a ensuite été acquis par la compagnie aérienne italienne Itavia, le 27 février 1972, avec comme nouvelle immatriculation I-TIGI. 
Ce biréacteur court/moyen-courrier était propulsé par deux moteurs Pratt & Whitney JT8D-7 et totalisait 29 544 heures de vol et 45 032 cycles (décollages/atterrissages) au moment de l'accident.

## Déroulement du vol
Le 27 juin 1980, à 20 h 8, le vol 870 décolle, avec 1 heure et 53 minutes de retard, depuis l'aéroport de Bologne-Borgo Panigale pour un vol intérieur régulier à destination de l'aéroport de Palerme, en Sicile. Avec 77 passagers présent à bord, le commandant de bord Domenico Gatti (34) et le copilote Enzo Fontana (32) sont aux commandes, avec deux agents de bord en cabine. Le vol est alors désigné IH 870 par le contrôle du trafic aérien.
Le contact est perdu peu de temps après la réception du dernier message radio de l'avion, à 20 h 37, indiquant sa dernière position au-dessus de la mer Tyrrhénienne, à proximité de l'île d'Ustica, à environ 120 km au sud-ouest de Naples. À 20 h 59, le DC-9 se disloque soudainement en plein vol et s'écrase dans la mer. 
Deux chasseurs F-104 de l'armée de l'air italienne décollent à 21 h, depuis la base aérienne de Grosseto, pour localiser la zone de l'accident et rechercher d'éventuels survivants, mais ne peuvent le faire en raison de la mauvaise visibilité présente dans ce secteur.
De nombreux débris flottants sont retrouvés plus tard dans la zone ; on ne compte aucun survivant parmi les 81 personnes à bord de l'appareil.

## Thèses

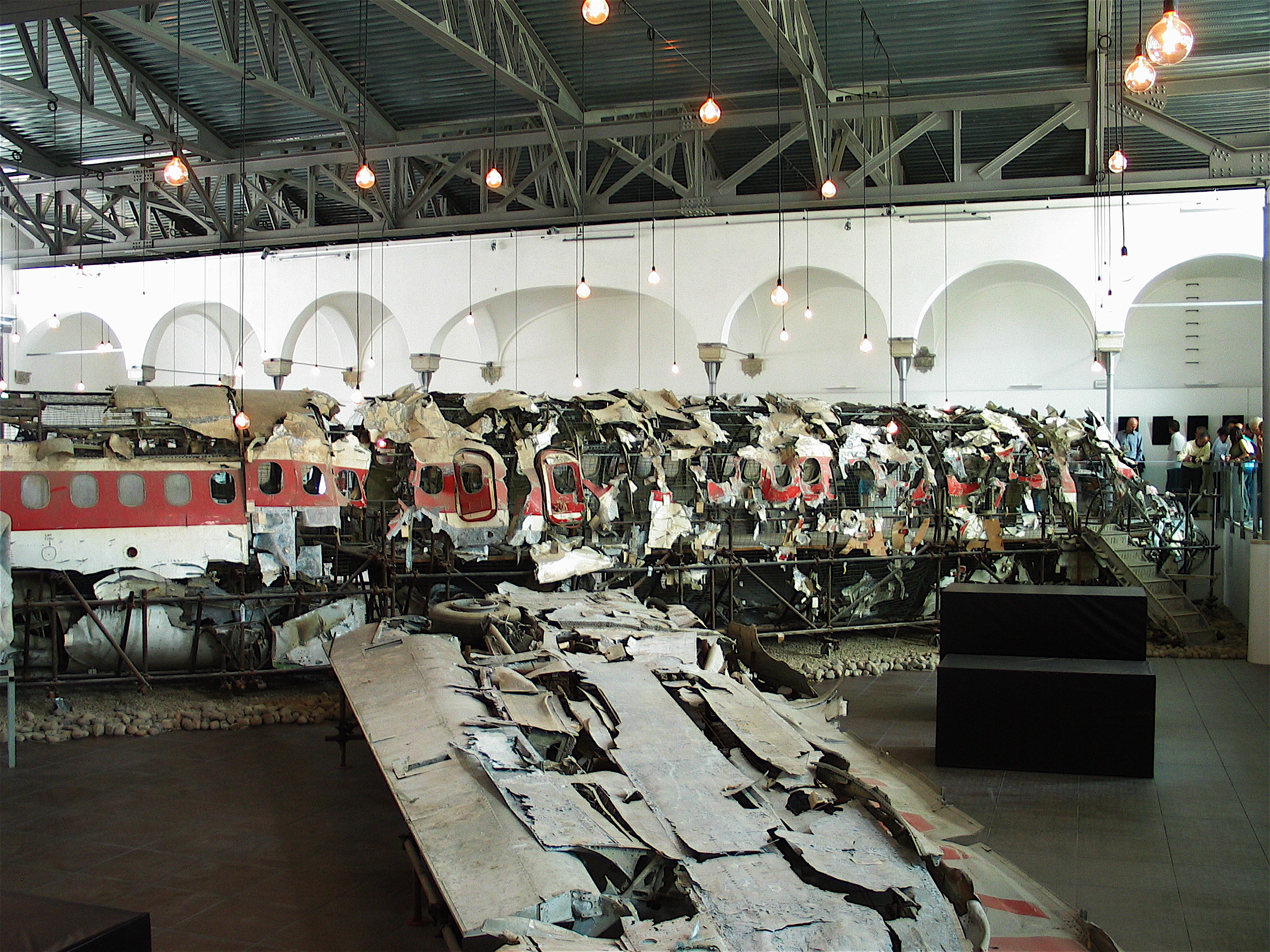
Le musée pour la mémoire d'Ustica, ouvert le 27 juin 2007 à Bologne. Une installation de Christian Boltanski y est présentée.

Plusieurs thèses se sont affrontées à ce sujet au cours des années. L'enquête administrative puis judiciaire a écarté tout défaut de construction de l'appareil, tandis que la possibilité qu'une bombe ait été posée dans les toilettes a été écartée. Néanmoins, en 1987, le ministre italien Giuliano Amato débloqua des fonds pour que l'institut français Ifremer (Institut français de recherche pour l'exploitation de la mer) puisse récupérer le fuselage, immergé à 3 700 mètres sous l'eau. La société décela des traces d'explosifs sur la carcasse.
Étant donné le contexte de l'époque (années de plomb et la stratégie de la tension), la possibilité d'un attentat a souvent été évoquée, à tel point que la Commissione Stragi (it) établie en 1988 et chargée d'enquêter sur les attentats commis en Italie s'était auto-saisie du dossier. Dirigée par le sénateur communiste Giovanni Pellegrino, celle-ci qualifie l'accident d'« attentat d'Ustica » (strage di Ustica) et conclut dans son rapport :
«  L'incident du DC-9 eut lieu suite à une action d'interception militaire, le DC-9 fut abattu, la vie de 81 citoyens innocents détruite par une action qui a été de fait une action de guerre, une guerre réelle non-déclarée, une opération de police internationale secrète contre notre pays, dans laquelle ses frontières et ses droits ont été violés. »
N'ayant cependant pas réussi à identifier les responsables, elle archive le dossier.

## L'enquête du magistrat R. Priore: le tir accidentel d’un avion de chasse
Selon une enquête du magistrat italien Rosario Priore, l'avion aurait été la cible d'un missile tiré par erreur lors d'un combat aérien entre des avions de l'OTAN pourchassant des MiG libyens. Deux MIG se sont en effet envolés ce jour-là de Yougoslavie pour retourner en Libye et la carcasse d'un MiG-23 est découverte vingt jours plus tard dans les montagnes de Sila (à Castelsilano, en Calabre). Annoncée dès 1999 par Priore, cette thèse continue à être à l'ordre du jour.

Trajectoire du MiG-23 retrouvé à Castelsilano selon l’armée italienne.

Pourtant, selon le journaliste et spécialiste aéronautique Tom Cooper et ses correspondants français se basant sur les témoignages de militaires libyens et les rapports de la commission d'enquête italo-libyenne de ce qui est appelé l'incident aérien de Castelsilano (it), le MiG-23MS, sans armement, bidons de carburant, matériel de reconnaissance ou de guerre électronique s'est écrasé accidentellement deux jours avant le drame selon le témoignage de l'ailier de la patrouille qui venait de la base aérienne de Benina en Libye. Le pilote, le lieutenant Ezedin Koal, de l'armée de l'air syrienne affecté à l'époque dans l'armée de l'air libyenne a souffert d'hypoxie. Il a obtenu un masque respiratoire flambant neuf avant son décollage qui s'est révélé trop grand. L'ailier a vu le pilote « sa tête tombée vers l'avant » au nord de Benghazi. L'avion était en mode semi-pilote automatique et a poursuivi son voyage en direction du nord jusqu'à ce qu'il manque de carburant et s'écrase en Italie,.
Les rapports des radars à l'époque, déclassifiés par l'OTAN en 1997, indiquent qu'il y avait dans la zone de vol une intense activité militaire, avec la présence d'aéronefs libyens, italiens, français et américains, ainsi que d'un porte-avions britannique. Pas moins de six chasseurs ont été recensés dans la zone, bien que Paris ait toujours nié la présence de l'un de ses aéronefs militaires. En 1999, Priore évoque même la possibilité que le tir ait été une tentative d'assassinat du président libyen Kadhafi qui aurait été le passager du MiG.
Priore affirme que douze décès suspects (suicides par pendaison, accidents de voiture, assassinat, etc.) sont recensés autour de l'affaire, concernant des contrôleurs aériens et des pilotes. Le premier, concernant le colonel Pierangelo Teoldi, a lieu le 3 août 1980 (accident de voiture) ; le dernier, concernant le contrôleur aérien Franco Parisi, a lieu le 21 décembre 1995 (suicide par pendaison, ce qui avait déjà été la cause de décès officielle du contrôleur aérien Mario Alberto Dettori le 31 mars 1987).
Les services secrets italiens (SISMI et « super-SISMI », un service secret clandestin à l'intérieur de celui-là dirigé par Francesco Pazienza, etc.) ont été à de nombreuses reprises accusés de couvrir l'affaire,. Selon Priore, ils ont agi ainsi pour obéir à des directives de l'OTAN. Quatre généraux italiens et cinq autres personnes sont ainsi inculpées pour obstruction à l'enquête, mais l'inculpation est soit abandonnée, soit rejetée par un acquittement, en raison de la durée de l'enquête, dépassant le délai de prescription, et de preuves insuffisantes. Les généraux Corrado Melillo et Zeno Tascio sont acquittés le 30 avril 2004 ; les généraux Lamberto Bartolucci et Franco Ferri, condamnés pour haute trahison, ont fait appel et sont acquittés par la Cour de Cassation le 10 janvier 2007.
En janvier 2009, Francesco Pazienza, interviewé par La Repubblica après avoir purgé treize ans de prison pour obstruction à la justice et association de malfaiteurs dans le cadre d'autres affaires, déclare que le DC-9 avait été abattu par la Libye sans apporter des preuves ou indices qui pourrait appuyer cette accusation.
Les services secrets français sont également soupçonnés. Selon des documents du SISMI révélés par La Repubblica, l'IFREMER serait impliqué dans ces soupçons,.

## L'enquête de Frank Taylor: une bombe dans les toilettes
En 2008, une enquête internationale dirigée par Frank Taylor, expert de l'AAIB déjà chargé de l'enquête sur l'attentat de Lockerbie, a permis d'établir que la perte du vol 870 Itavia résultait de l'explosion d'une bombe placée dans les toilettes de l'appareil ; cette enquête est également revenue sur la thèse de l'implication d'un autre appareil, fondée sur les échos radars, en rappelant que « la conclusion finale était que si tous les échos radar pouvaient être expliqués par la chute de l'épave, la présence d'un autre avion à proximité ne pouvait pas être exclue » ; dit autrement, la probabilité qu'un autre appareil ait causé les retours radar observés est moindre que la probabilité que l'appareil lui même, se brisant en vol, ait causé ces échos.
L'épisode Massacre au-dessus de la Méditerranée de la série Air Crash relate cette thèse, récusée par l'ancien grand reporter au Corriere della Sera Andrea Purgatori. La justice italienne a toutefois préféré ignorer le rapport d'expertise officiel, qui ne fut nullement publié[réf. nécessaire].

## Relance de l'enquête
L'enquête italienne est relancée après que l'ancien président de la République italienne Francesco Cossiga, chef du gouvernement au moment de la tragédie, affirme en février 2007 qu'un chasseur de la base aérienne de Solenzara, appartenant à l'armée française se serait dissimulé derrière le DC-9 pour poursuivre le MIG, et avait abattu celui-là par erreur. Selon Cossiga, qui indiquait que lui et le ministre Amato avaient été informés de ceci par des agents des renseignements italiens, il se serait agi d'une tentative d'assassinat de Mouammar Kadhafi. Paris nie avec constance avoir été impliqué dans l'affaire,. Pour le président italien Giorgio Napolitano, « les procès n'ont pas fait toute la lumière sur Ustica » et il appelle de ses vœux en 2014 « un effort supplémentaire pour reconstituer les faits de manière exhaustive et dissiper les ombres. »
En avril 2014, le président du Conseil Matteo Renzi ordonne la déclassification de nombreuses archives, geste qu'il motive par « un devoir de mémoire envers les citoyens et les proches des victimes ».
En 2013, deux jugements en responsabilité civile de la Cour de cassation italienne ont attribué l’explosion à un missile air-air, sans identifier la nationalité de l’avion de chasse qui l’aurait lancé. L’État italien est condamné à verser 100 millions d’euros d’indemnités aux familles des victimes pour ne pas avoir correctement défendu son espace aérien. Selon les magistrats, le missile était très probablement destiné au dirigeant libyen Mouammar Kadhafi, et ses « empreintes » impliqueraient la France. Fin juin 2014, la justice italienne adresse une quatorzième salve de commissions rogatoires à propos du crash, concernant les vols possibles d'avions français partis de la base de Solenzara en Corse ou du porte-avions Foch. Le Quai d'Orsay affirme qu'il continuera à collaborer pleinement avec la justice italienne.

## Médias
L'accident a fait l'objet d'un épisode dans la série télé Air Crash nommé « Massacre au-dessus de la Méditerranée » (saison 13 - épisode 7).
Le documentaire « Crash de l'Ustica : Une bavure française ? », réalisé par Emmanuel Ostian, a été diffusé sur Canal + le 25 janvier 2016.